# Barítono lírico
| Tipo de Voz  | Tipo de Voz |
| Feminino     | Masculino   |
| ------------ | ----------- |
| Soprano      | Tenor       |
| Meio-soprano | Barítono    |
| Contralto    | Baixo       |

Barítono lírico é o timbre de barítono mais claro, com  mais flexibilidade do que os outros membros da família do barítono, mais próximo do tenor, diferenciando-se na tessitura maior no registro grave, na qualidade cavernosa e potente nas notas mais graves. No entanto, é a voz mais comumente usado para papéis principais no teatro musical, e preenche um papel importante no fornecimento de vozes masculinas escritas para harmônica coral. O barítono lírico geralmente não é tão poderoso como o barítono dramático, mas tem um tom suave que proporciona um importante apoio e fundamento vocal quando usado em estreita harmonia com os Tenores, em uma dinâmica mais doce. Composições mais agudas escritas para barítonos se encaixam perfeitamente com o lírico, pois ele pode dar um impulso sem o tom pesado do barítono dramático, em vez de usar a sua flexibilidade como um contracanto ideal ou á harmonia melódica dos Tenores.
Sua faixa comum é Bb2 para B4 podendo se estender-se do F2 ao C5.

## Papéis nas Óperas
- Count Almaviva, As Bodas de Fígaro (Wolfgang Amadeus Mozart)
- Guglielmo, Così fan tutte (Mozart)
- Don Giovanni, Don Giovanni (Mozart)
- Papageno, A Flauta Mágica (Mozart)
- Prospero, The Tempest (Thomas Adès)
- Marcello, La bohème (Giacomo Puccini)
- Figaro, O Barbeiro de Sevilha (Gioachino Rossini)
- Morales, Carmen (Georges Bizet)

## Cantores Barítonos Líricos
- Dietrich Fischer-Dieskau
- Thomas Hampson
- Hermann Prey
- Troye Sivan
- Kai (artista)
- Oh Se-hun
- Juliano Son
- Kim Taehyung
- Choi Min-ho (artista)
- Yesung
- Fábio Júnior